# ビルコム
ビルコム株式会社（英称:BILCOM, Inc.）は、東京都港区に本社を置く日本の企業。

## 概要
戦略PRコンサルティング、広報部向けSaaS「PR Analyzer」や「月刊メディア・データ」を提供する総合PR会社。
統合型PRやデータドリブンPR定量など、定量・定性情報に基づく戦略的なコミュニケーションサービスを提供。創業以来、大手・外資企業、IT 系、食品・日用品、ヘルスケア、団体・自治体など幅広い業界をカバーしている。
2018年には広報効果測定ツールである「PR Analyzer」の提供を開始した。

## 沿革
2003年10月創業。設立当初は攻めのPRを標榜し、戦略構築から企画実行までを手がけるPR会社として成長。
2008年に提供を開始したWebPRでは、世界三大広告賞（カンヌ国際広告祭、クリオ賞、One Show）を受賞したユニクロのUNIQLOCKのPRを手がける。またカンヌ国際広告祭においてPR Lionを受賞した相模ゴム工業のLOVEDISTANCEなどのWebキャンペーンのPRも担当。その後もUNIQLO CALENDARのPRなどを担当する。
2010年にはタブレット端末事業を立ち上げる。iPad アプリ企画制作、集客、運用支援サービス「iPad ブランドマガジン」において、クリニーク ラボラトリーズ、協和発酵キリン株式会社はじめサービス提供を行う。このうちクリニーク ラボラトリーズ「Smile」はiPadアプリとしては初めて2010年グッドデザイン賞を受賞。
また2011年4月に六本木へオフィス移転。
2015年 業界に先がけネイティブアドソリューション「Boom Booster」提供開始
2016年 国内初オウンドメディア向け熟読率計測ツール「Content Analyzer」提供開始
2018年 広報部向けSaaS 「PR Analyzer」全面リニューアルして提供開始
2018年 ログリーと合弁会社「クロストレックス株式会社」を設立
2020年 PR Analyzer でリーチ数および重要指標スコアで特許を取得
2020年 国際PR協会『IPRA Golden World Awards 2020』において最優秀賞を受賞
2022年 PR Analyzerが「ASPIC IoT・AI・クラウドアワード 2022」の基幹業務系ASP・SaaS部門で「先進ビジネスモデル賞」を受賞

## 加盟団体
- 日本パブリック・リレーションズ協会
- 日本広報学会
- 日本ABC協会

## 関連書籍
- 『広告をやめた企業は、どうやって売り上げをあげているのか。』、インプレス、2018年、ISBN 9784295003083
  - 代表取締役兼CEO太田滋執筆
- 『Twitterマーケティング:消費者との絆が深まるつぶやきのルール』、インプレス、2009年、ISBN 9784844327837
  - Director野崎耕司執筆
- 『WebPRのしかけ方:広告だけに頼らなくても、モノは売れる。』、インプレス、2009年、ISBN 9784844327226
  - 代表取締役兼CEO太田滋執筆